# San Pedro de Gaíllos

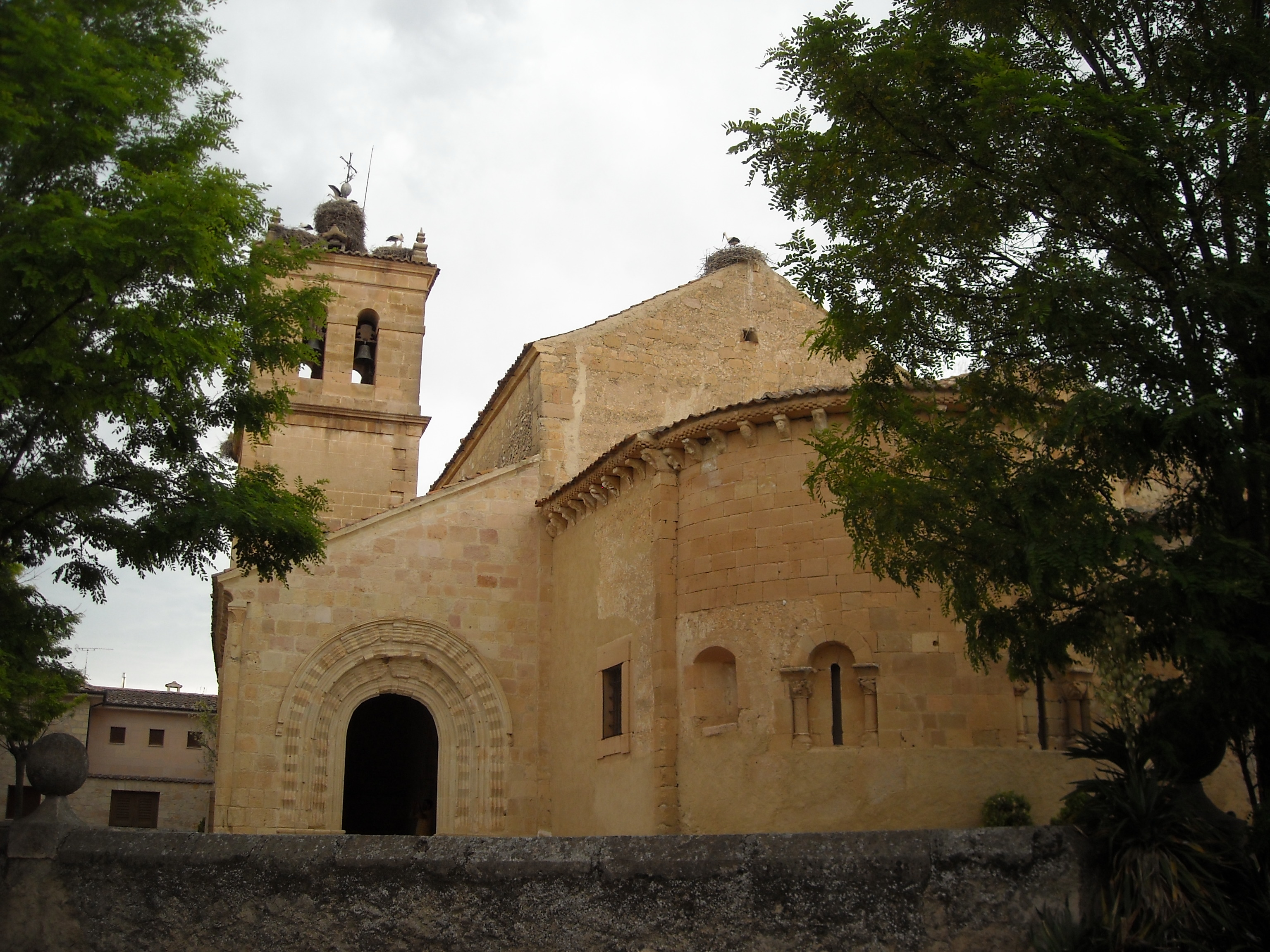
Chiesa parrocchiale

San Pedro de Gaíllos è un comune spagnolo di 343 abitanti situato nella comunità autonoma di Castiglia e León.